# Liste der denkmalgeschützten Objekte in Halbenrain
Die Liste der denkmalgeschützten Objekte in Halbenrain enthält die 12 denkmalgeschützten, unbeweglichen Objekte der Gemeinde Halbenrain im steirischen Bezirk Südoststeiermark.

## Denkmäler
| Foto |                 | Denkmal | Standort                                       | Beschreibung | Metadaten |
| ---- | --------------- | --- | ---------------------------------------------- | --- | --- |
| ja   | Datei hochladen | Ortskapelle Mariahilf HERIS-ID: 9559 Objekt-ID: 5534                                                            | Donnersdorf Standort KG: Donnersdorf           | | BDA-Hist.: Q38039990 Status: § 2a Stand der BDA-Liste: 2025-06-30 Name: Ortskapelle Mariahilf GstNr.: .4 |
| ja   | Datei hochladen | Bauernhaus Ressler HERIS-ID: 60131 Objekt-ID: 72045                                                             | Donnersdorf 3 Standort KG: Donnersdorf         | | BDA-Hist.: Q38090358 Status: Bescheid Stand der BDA-Liste: 2025-06-30 Name: Bauernhaus Ressler GstNr.: 276/2 |
| ja   | Datei hochladen | Meinlmühle (Mühlengebäude, Kraftwerk samt Wehranlage, Wohnhaus, Säge, Nebengeb.) HERIS-ID: 9560 Objekt-ID: 5535 | Donnersdorf 29, 40 Standort KG: Donnersdorf    | | BDA-Hist.: Q38040030 Status: Bescheid Stand der BDA-Liste: 2025-06-30 Name: Meinlmühle (Mühlengebäude, Kraftwerk samt Wehranlage, Wohnhaus, Säge, Nebengeb.) GstNr.: .63, .64                                            |
| BW   | Datei hochladen | Hügelgräberfeld Halbenrain/Neuwiesen HERIS-ID: 11915 Objekt-ID: 8039                                            | Halbenrain Standort KG: Dornau                 | Das Feld besteht aus dreißig Grabhügel, die bis zu 2 Meter Höhe und bis zu 16 Meter Durchmesser erreichen. Vier davon liegen in der KG Halbenrain, der Rest in der KG Dornau. Ungewöhnlich ist die S-förmige Anlage des Gräberfeldes. Es wird ein römerzeitlicher Ursprung vermutet, das einzige Artefakt, das bislang 1934 gefunden wurde (ein Krug mit drei Münzen), ist mittlerweile verschollen. Anmerkung: Die Hügelgräber Halbenrain/Neuwiesen liegen entlang der Katastralgemeindegrenze von Dornau und Halbenrain. Dementsprechend scheinen sie in beiden Katastralgemeinden als denkmalgeschützte Objekte auf. | BDA-Hist.: Q38116634 Status: Bescheid Stand der BDA-Liste: 2025-06-30 Name: Hügelgräberfeld Halbenrain/Neuwiesen GstNr.: 1/7, 1/2, 1/4, 1/8, 1/14, 1/16, 1/17, 1/18, 1/20, 1/19 (GB 66306 Dornau), 1/3 (GB 66306 Dornau) |
| ja   | Datei hochladen | Schloss Halbenrain HERIS-ID: 9550 Objekt-ID: 5525                                                               | Halbenrain 1 Standort KG: Halbenrain           | Das Schloss Halbenrain wurde ursprünglich im 16. und 17. Jahrhundert erbaut und nach einem Brand im Jahr 1767 weitgehend erneuert. Ein dreigeschoßiger, etwas unregelmäßiger Vierkanter umschließt einen annähernd quadratischen Innenhof. Die Fassaden, der Hof und die Gartenseite wurden in der 2. Hälfte des 18. Jahrhunderts gestaltet. Seit 1724 war es Eigentum der Grafen Stürgkh, seit 1980 ist es in Landesbesitz. | BDA-Hist.: Q20421316 Status: Bescheid Stand der BDA-Liste: 2025-06-30 Name: Schloss Halbenrain GstNr.: 467/9 Schloss Halbenrain                                                                                          |
| ja   | Datei hochladen | Schüttkasten HERIS-ID: 9551 Objekt-ID: 5526                                                                     | Halbenrain 1 Standort KG: Halbenrain           | | BDA-Hist.: Q38039678 Status: § 2a Stand der BDA-Liste: 2025-06-30 Name: Schüttkasten GstNr.: 467/6 Schüttkasten, Halbenrain                                                                                              |
| ja   | Datei hochladen | Gartenportal HERIS-ID: 17492 Objekt-ID: 13772                                                                   | bei Schloss Halbenrain Standort KG: Halbenrain | | BDA-Hist.: Q37839832 Status: § 2a Stand der BDA-Liste: 2025-06-30 Name: Gartenportal GstNr.: 467/6 |
| ja   | Datei hochladen | Gutshof/Meierhof (herrschaftlich), Rothof HERIS-ID: 9552 Objekt-ID: 5527                                        | Halbenrain 2 Standort KG: Halbenrain           | | BDA-Hist.: Q38039719 Status: § 2a Stand der BDA-Liste: 2025-06-30 Name: Gutshof/Meierhof (herrschaftlich), Rothof GstNr.: 467/10 Rothof, Halbenrain                                                                      |
| ja   | Datei hochladen | Pfarrhof HERIS-ID: 9554 Objekt-ID: 5529                                                                         | Halbenrain 6 Standort KG: Halbenrain           | | BDA-Hist.: Q38039819 Status: § 2a Stand der BDA-Liste: 2025-06-30 Name: Pfarrhof GstNr.: .13 Pfarrhof Halbenrain |
| ja   | Datei hochladen | Figurenbildstock, Mariensäule HERIS-ID: 9556 Objekt-ID: 5531                                                    | bei Halbenrain 58 Standort KG: Halbenrain      | | BDA-Hist.: Q38039863 Status: § 2a Stand der BDA-Liste: 2025-06-30 Name: Figurenbildstock, Mariensäule GstNr.: 656/4 Mariensäule (Halbenrain)                                                                             |
| ja   | Datei hochladen | Kath. Pfarrkirche, hl. Nikolaus HERIS-ID: 9549 Objekt-ID: 5524                                                  | Standort KG: Halbenrain                        | Die barocke Pfarrkirche wurde im Jahr 1717 geweiht. Sie weist einen zweijochigen Chor, ein dreijochiges Langhaus und einen quadratischen Turm an der Nordseite des Chors auf. Im Osten wurde eine Loretokapelle mit Grablege der Grafen Stürgkh angebaut. Die Einrichtung stammt großteils aus der 3. Viertel des 18. Jahrhunderts. | BDA-Hist.: Q20421033 Status: § 2a Stand der BDA-Liste: 2025-06-30 Name: Kath. Pfarrkirche, hl. Nikolaus GstNr.: .72 Pfarrkirche Halbenrain                                                                               |
| BW   | Datei hochladen | Hügelgräberfeld Halbenrain/Neuwiesen HERIS-ID: 46788 Objekt-ID: 48974                                           | Halbenrain Standort KG: Halbenrain             | Die Hügelgräber Halbenrain/Neuwiesen liegen entlang der Katastralgemeindegrenze von Dornau und Halbenrain. Dementsprechend scheinen sie in beiden Katastralgemeinden als denkmalgeschützte Objekte auf. Beschreibung siehe KG Dornau. | BDA-Hist.: Q38023726 Status: Bescheid Stand der BDA-Liste: 2025-06-30 Name: Hügelgräberfeld Halbenrain/Neuwiesen GstNr.: 597/7                                                                                           |